# Rhian Benson
Rhiannon Afua Benson, dite Rhian Benson, est une chanteuse, compositrice de soul et de jazz ghano-britannique, né le 10 janvier 1977 à Accra.

## Débuts
Rhian Benson naît le 10 janvier 1977 à Accra : sa mère est galloise et musicienne, son père est ghanéen et guitariste. Elle est élevée entre le Ghana, l'Inde et le Royaume-Uni de sa maman. Elle commence très jeune à jouer du piano et de la guitare mais aussi à écrire des chansons et de la poésie. Avant de poursuivre une carrière dans la musique, elle obtient un diplôme en économétrie à l'école d'économie et de sciences politiques de Londres puis poursuit ses  études à l'université Harvard, avant de travailler dans une banque d'investissement.

## Carrière
Une fois de retour au Royaume-Uni, elle joue dans de petits clubs à Londres et est repérée par le label DKG Music. Elle déménage à Los Angeles, pour enregistrer son premier album, Gold Coas, qui sort en octobre 2003.
Elle remporte un prix d'interprétation jazz aux MOBO Awards, en 2005.

## Discographie

### Albums
- 2003 : Gold Coast
- 2011 : Hands Clean

### Singles
- 2003 : Say How I Feel
- 2003 : Stealing My Piece Of Mind
- 2011 : Better Without You

## Source de la traduction
- (en) Cet article est partiellement ou en totalité issu de l’article de Wikipédia en anglais intitulé « Rhian Benson » (voir la liste des auteurs).